# Betz István
Betz István (Budapest, 1977. október 15. –) magyar színművész.

## Életpályája
1996–2000 között a Színház- és Filmművészeti Főiskola hallgatója volt. 2002–2004 között a Győri Nemzeti Színházban szerepelt. 2016–2020 között a József Attila Színházban játszott. Szinkronizálással is foglalkozik.

## Filmes és televíziós szerepei
- Csak szex és más semmi (2005)
- Kincsem (2017)
- HHhH – Himmler agyát Heydrichnek hívják (2017)